# Volkswagen Corrado

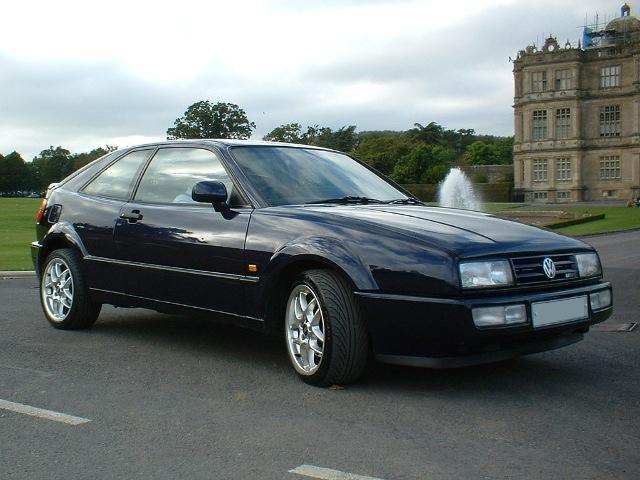
VW Corrado VR6 Storm

Volkswagen Corrado, en bilmodell från Volkswagen lanserad 1988.
En två dörrars coupé, den enda äkta sportbilen från VW. I jämförelse med Volkswagen Scirocco verkade bilen elegantare, mindre kantig, och påminde starkt om den klassiska 2+2 konfigurationen. Motorn var försedd med "G-Lader" (kompressor) och var på 1,8 l. med en effekt på 160 hk och 225 Nm i vridmoment. Topphastighet cirka 225 km/h. 
I oktober 1991 kom det ut ytterligare motoralternativ: 2,0 16V på 136 hk, och 2,9 l VR6-motor på 190 hk. Det har även funnits ännu ett motoralternativ, en 2,0 8V på 115 hk men den såldes i väldigt få exemplar. Det såldes endast 12 stycken Corrados av motortypen VR6 i Sverige.
En fyrstegs automat var tillgänglig från och med januari 1991. I april 1993 avslutades produktionen av motorn med "G-lader" (motorbeteckning PG). Alla modeller var framhjulsdrivna. Karosseriet tillverkades av Karmann i Osnabrück.
Sista årsmodellen blev 1995 och under de sju år som modellen tillverkades rullade det ut 97 521 exemplar av Volkswagen Corrado. Anledningen till att det idag är en relativt ovanlig bil är att många fann nypriset för högt och genom det blev bilen lite av en "flopp".
I Sverige finns en klubb för Volkswagen Corrado-entusiaster som grundades 2002, Corrado Club Sweden (CCS). En motsvarande klubb i Tyskland heter CCD.